# Обезболивание родов

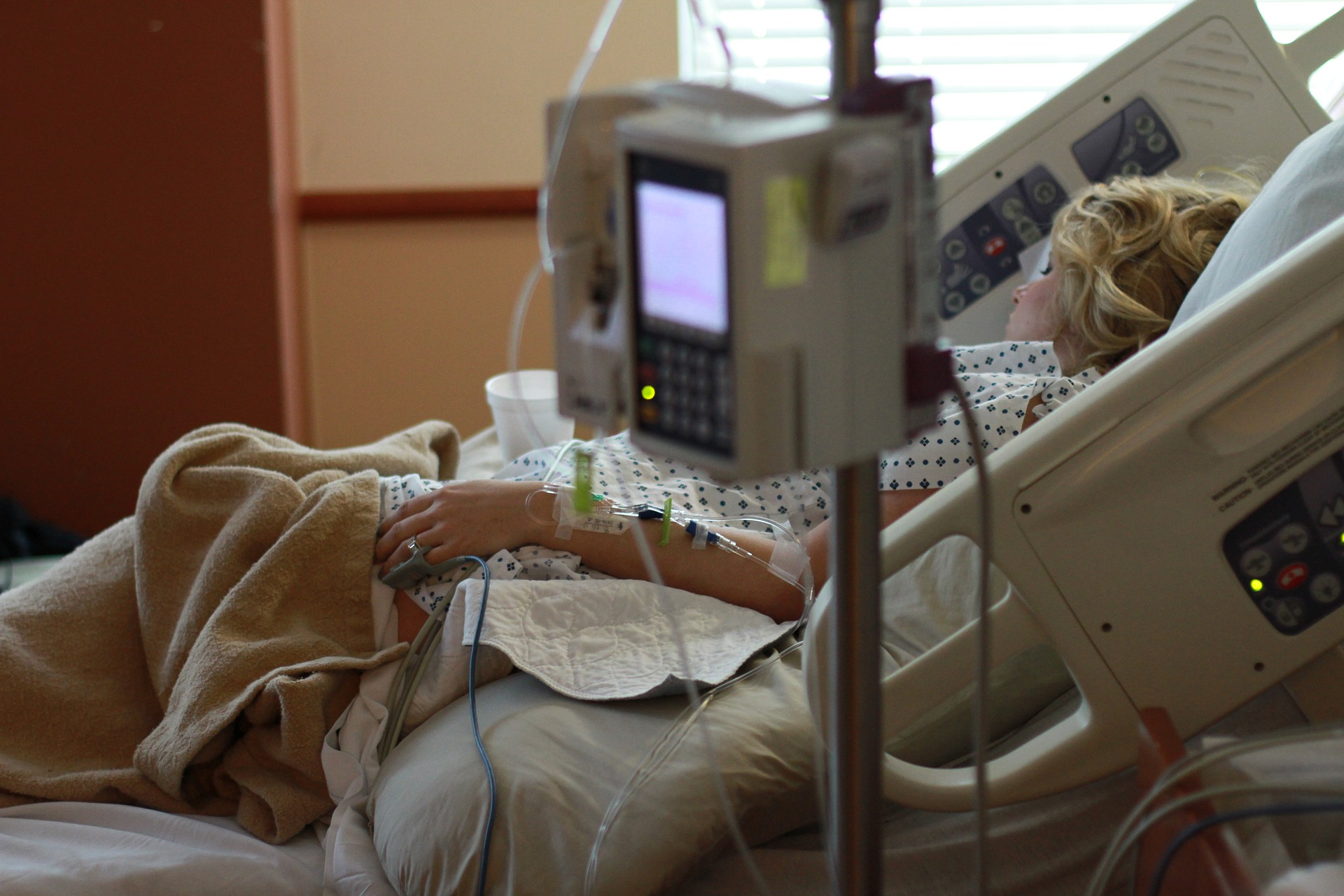
Женщина, испытывающая боль во время родов

Обезболивание ро́дов — принятие мер по уменьшению (анальгезия) или полному устранению (анестезия) болезненных и болевых ощущений в родах.
Преимущества обезболивания родов — не только уменьшение эмоционального напряжения и облегчение страданий, но и обеспечение стабильности сердечно-сосудистой системы, улучшение маточно-плацентарного кровотока и прерывание симпатоадреналового ответа на боль. Эффективная анальгезия во время родов способствует уменьшению энергозатрат, препятствует гипервентиляции, снижает потребление кислорода, респираторный алкалоз и гипокапнию, а также предотвращает развитие вазоконстрикции и редукции маточно-плацентарного кровотока.

## Показания
Обезболивание при очень высоком болевом пороге не требуется, так как боль во время схваток почти не ощущается. Показание к назначению обезболивания — выраженные болевые ощущения на фоне начавшейся родовой деятельности, регулярных схваток и открытия шейки матки на 2—4 см.
Для оценки обезболивания родов может использоваться балльная шкала эффективности:
| Клинические признаки (во время схватки) | Эффективность обезболивания (баллы)                                              | Эффективность обезболивания (баллы)                                 | Эффективность обезболивания (баллы)                               |
| --------------------------------------- | -------------------------------------------------------------------------------- | ------------------------------------------------------------------- | ----------------------------------------------------------------- |
| Клинические признаки (во время схватки) | 0                                                                                | 1                                                                   | 2                                                                 |
| Боль                                    | Болевые ощущения во время всей схватки                                           | Краткая, маловыраженная, на высоте схватки                          | Отсутствует или легкопереносима                                   |
| Психоэмоциональное напряжение           | Психоэмоциональное возбуждение, плаксивость, страх, сменяется угнетением психики | Угнетение психики и временный страх                                 | Отсутствует или слабовыражено                                     |
| Двигательное возбуждение                | Чрезмерное двигательное беспокойство                                             | Контролируемые движения                                             | Отсутствует или слабовыражено                                     |
| Изменение ЧСС, повышение АД             | Увеличение ЧСС на 30 в мин, АД — более чем на 20 мм рт. ст.                      | Увеличение ЧСС на 20—25 в мин, АД — не более чем на 20 мм рт. ст.   | Увеличение ЧСС на 10—15 в мин, АД — не более чем на 10 мм рт. ст. |
| Учащение и ритм дыхания                 | Нарушение ритма, учащение более чем на 10 в мин                                  | Ритм правильный, кратковременное учащение, не более чем на 10 в мин | Ритм правильный, учащение отсутствует                             |

Все баллы суммируются. 3 балла и ниже — обезболивание является неэффективным, 4—7 баллов — удовлетворительным, 8—10 баллов — полноценным.
Регионарная анальгезия может быть показана в родах женщинам с низким болевым порогом, при преждевременных родах, первородящим женщинам молодого возраста, при аномалиях родовой деятельности (например, дистоции шейки матки, дискоординированной родовой деятельности, чрезмерной родовой деятельности), при гестозах средней и тяжёлой степени, а также женщинам с тяжёлой экстрагенитальной патологией, такой как сахарный диабет, бронхиальная астма, гипертоническая болезнь и т. д.

## Современные методы обезболивания
Фармакологическое (лекарственное) обезболивание:
- опиоидные анальгетики (тримеперидин, фентанил, буторфанол, налбуфин, трамадол, ремифентанил);
- неопиоидные анальгетики (кетамин);
- ингаляционные анестетики (смесь оксида азота и кислорода, энфлуран, севофлуран);
- регионарная анестезия (эпидуральная или спинальная);
- общая анестезия.

При обезболивании родов руководствуются следующими принципами: достижение анальгезии при сохранении сознания, чтобы оставалась возможность участвовать в родовом акте; выбранный метод обезболивания не должен оказывать отрицательное воздействие на плод и новорождённого. Для контролируемой пациенткой анальгезии могут применяться внутривенные вливания наркотических анальгетиков краткосрочного действия (например, ремифентанила).
Оксибутират натрия не получил широкого распространения для обезболивания родов, так как имеет слабовыраженный анальгетический эффект (преобладает гипнотическое действие). Тем не менее, он может использоваться для обеспечения акушерского отдыха при утомлении во время родов.
Нелекарственные методы (психофизиопрофилактическое воздействие):
- Гипносуггестивные методики (см. труды К. И. Платонова, И. З. Вельвовского, А. П. Николаева, А. Ю. Лурье);
- Психопрофилактический метод (метод Г. Дик-Рида, метод И. З. Вельвовского, метод Ф. Ламаза);
- Методика абдоминальной декомпрессии («мешок Хейнса») и т. д.

### Анальгетики и анестетики

#### Оксид азота
Использование оксида азота (закиси азота) является наиболее распространённой методикой обезболивания родов благодаря лёгкой управляемости глубиной анестезии, отсутствию кумулятивного эффекта и негативного воздействия на плод и сократительную функцию матки. Используется в смеси с кислородом в соотношении 1:1 или 2:1, с наступлением обезболивающего эффекта через 5—10 минут и дремотного состояния между схватками.
Оксид азота может вызывать побочные эффекты, такие как спутанность сознания, тошнота и рвота, поэтому для безопасности желательно использовать его для обезболивания у пациенток с пустым желудком. Однако для проведения этого метода необходима специальная наркозная аппаратура, которая позволяет дозировать концентрацию газа и автоматически прекращать его подачу, если возникают проблемы с кислородом. При длительном использовании оксида азота происходит загрязнение воздуха в родильной палате, а также возрастает расход медицинских газов.

#### Трихлорэтилен
Исторически для обезболивания родов применялся трихлорэтилен (0,3—0,5 об.% в смеси с закисью азота с кислородом, 1:1 и 2:1). Обладает кумулятивным эффектом при длительной ингаляции. Для избежания наркотической депрессии плода ингаляция данным веществом осуществлялась прерывистым способом (по 15—20 минут) и прерывалась за 30—40 минут до начала II периода родов.

#### Тримеперидин
Тримеперидин (промедол) — наиболее распространённый опиоидный наркотический анальгетик для обезболивания родов. Вводится внутримышечно или подкожно в дозировке 10—20 мг (1—2 мл 1 % раствора). Начало действия — через 10—15 минут с продолжительностью 1,5—2 часа. В корректно подобранных дозировках не оказывает негативного воздействия на плод и сократительную функцию матки. Тримеперидин проникает через плаценту, поэтому во избежание наркотической депрессии новорождённого последняя инъекция вводится не менее чем за 2 часа до предполагаемого родоразрешения.

#### Кетамин
Кетамин — неконкурентный NMDA-антагонист, оказывающий антигиперальгезивное действие и снижающий временную потенциацию и суммацию боли. Для обезболивания родов могут применяться вливания низких доз препарата (нагрузочная доза 0,2 мг/кг и 0,2 мг/кг/ч при продлённой инфузии). Кетамин не влияет на сократимость матки, состояние плода и гемодинамику роженицы.

#### Фентанил
Фентанил — опиоидный наркотический анальгетик с кратковременным действием (20—25 минут). Согласно БМЭ, оптимальным для анальгезии при неосложнённых родах является внутримышечная инъекция 0,05—0,1 мг фентанила и 2,5—5 мг (1—2 мл) дроперидола. В отличие от тримеперидина и его аналогов фентанил не оказывает снотворного действия, лишая роженицу активного участия в родах.

#### Галотан
Галотан (фторотан) обладает мощным и кратковременным анальгезирующим действием. Имеет ограниченное применение для быстрого снятия родовой деятельности при угрозе разрыва матки, эклампсии и преэклампсии. В таких случаях используется в концентрации 0,5—0,9 об.%.

### Эпидуральная анальгезия
При анальгезии анестезирующее вещество вводится в эпидуральное пространство позвоночного канала. Данный метод используется, когда неэффективны другие методы обезболивания, при артериальной гипертензии и преэклампсии, многоплодной беременности.
Контролируемая пациенткой эпидуральная анальгезия — изменённый способ длительного обезболивания родов через эпидуральный катетер. В этом случае роженица сама может контролировать введение местного анестетика и опиоидов, нажимая на специальный пусковой механизм, который вводит необходимую дозу лекарства через катетер. Параметры анальгезии, такие как скорость базовой инфузии, объём болюсов и интервалы между введением, определяются анестезиологом. Данный метод эпидуральной анальгезии может применяться в комбинации с низкими дозами препаратов для местной анестезии (ропивакаин, бупивакаин) и опиоидными анальгетиками (суфентанил).
В низкой концентрации введение анестетика с длительным действием не ограничивает подвижность роженицы, не влияет на потуги во время родов и имеет положительный эффект на дыхательную систему (увеличение лёгочной жизненной ёмкости, скорости и объёма выдоха).

#### Влияние
Эпидуральная анальгезия в родах может повысить частоту использования инструментального вмешательства, но не влияет на частоту кесарева сечения. Продолжительность раскрытия маточного зева может изменяться в зависимости от метода и препаратов, но период изгнания продлевается. В некоторых случаях, гипертонус матки при эпидуральной анальгезии может вызывать брадикардию у плода, но в этом случае следует исключить другие причины (в частности, артериальную гипотензию вследствие аорто-кавальной компрессии и симпатического блока). Добавление адреналина к местному анестетику может уменьшить интенсивность схваток, но может также привести к повышению тонуса матки и снижению потребности в стимуляции родов окситоцином.

#### Пролонгированная эпидуральная анальгезия
Для достижения продлённой эпидуральной анальгезии в родах используют периодическое фракционное введение местных анестетиков с низкой концентрацией или их постоянное введение. В акушерстве наиболее часто используют слабоконцентрированные растворы ропивакаина, бупивакаина и лидокаина. Эти препараты обеспечивают хороший сенсорный блок при минимальном моторном блоке. Пик действия бупивакаина наблюдается через 20 минут после введения, а анальгезия продолжается около 1,5 часов. Ропивакаин менее кардиотоксичен, чем бупивакаин, и вызывает более слабый моторный блок, хотя он менее эффективен. При использовании лидокаина анальгезия начинается в течение 10 минут после введения и длится от 45 до 60 минут.

### Немедикаментозное воздействие
К немедикаментозным методам воздействия относятся различные формы физиопсихопрофилактической подготовки беременных к родам, электроанальгезия, транскутанная электрическая нервная стимуляция (чрескожная электронейростимуляция), массаж, упражнения с фитболом (гимнастическим мячом), гипноз и внушение, акупунктура и электроакупунктура. Различные исследования показали принципиальную возможность достижения анальгезии, благоприятное влияние на течение родов и отсутствие отрицательного воздействия на плод и организм матери. Тем не менее применение данных методов обезболивания родов ограничено в акушерстве.

## Малые акушерские операции
При осложнённых родах и после родов могут потребоваться оперативные вмешательства, которые требуют качественного обезболивания и наркоза для пациентки. При небольших операциях наилучшим вариантом в акушерстве считается общая неингаляционная или комбинированная анестезия с сохранением спонтанного дыхания.
В случае кровотечения и острой гиповолемии часто используют кетамин в качестве анестезии. Это безопасный вариант, который не влияет на дыхание и гортанно-глоточные рефлексы, но улучшает гемодинамику. Для уменьшения дозы индукционных анестетиков и улучшения анальгезии часто используют комбинацию малых доз кетамина и пропофола. Сочетание пропофола с микродозами фентанила обеспечивает быстрое восстановление ясного сознания с чёткой ориентировкой в пространстве и времени. Оксид азота широко используется в кратковременных акушерских операциях в сочетании с неингаляционными анестетиками. Спинальная, каудальная или эпидуральная анестезия используется для наложения швов при повреждениях мягких тканей родовых путей. Для обезболивания при искусственном аборте и выскабливании полости матки часто используется парацервикальная блокада.

## Противопоказания
Перед применением любого обезболивающего средства требуется обязательная консультация акушера-гинеколога и врача-анестезиолога.
Противопоказания для обезболивания родов практически отсутствуют, однако существуют противопоказания к применению тех или иных методов и препаратов. Недопустимо использовать длительно действующие препараты (например, тримеперидин) за два часа до ожидаемого рождения ребёнка во избежание депрессии ЦНС и дыхания у плода. Приём бензодиазепинов также нежелателен по причине риска развития амнезии периода родов у матери и депрессии у плода. С осторожностью подходят к обезболиванию при клинически узком тазе, аномалиях прикрепления плаценты, недоношенности, рубцах на матке.
Абсолютные противопоказания для регионарной анестезии — состояния, при которых регионарная анестезия не может быть проведена во избежание негативных последствий для пациентки. Эти состояния включают отказ пациентки от процедуры, геморрагический шок, эклампсию, нарушение свёртываемости крови, наличие гнойничковых высыпаний и воспалительных процессов в области, где планируется проведение анестезии, сепсис, гиповолемию, острые заболевания ЦНС инфекционной или неинфекционной природы, аллергию на местный анестетик. В этих случаях регионарная анестезия в большинстве случаев не проводится, так как она может ухудшить состояние пациентки и вызвать дополнительные осложнения.
Существуют некоторые условия, при которых проведение регионарной анестезии может быть ограничено или нежелательно. Эти условия включают тяжёлый дистресс плода, выраженную симптоматику аорто-кавальной компрессии, деформацию позвоночника, большую кровопотерю при операции, заболевания центральной нервной системы, повышенное внутричерепное давление, клинические признаки обострения инфекций, эпилепсию, сосудистые заболевания мозга, частые головные боли и остеохондроз с корешковым синдромом. В таких случаях решение о проведении регионарной анестезии должно быть принято индивидуально в зависимости от клинической ситуации и рисков для пациентки и плода.

## История обезболивания родов
Во время родов, когда матка роженицы сокращается, младенец постепенно выходит наружу через раскрывшуюся шейку матки и влагалище. Боль в процессе родов может возникать из-за растяжения шейки матки, влагалища, промежности, сдавливания и разрыва мягких тканей. Из-за болевых ощущений у женщины может нарушиться сердечная деятельность и дыхание; длительная боль часто ведет к преждевременному утомлению, прекращению сокращений матки, недостатку кислорода у плода (гипоксии). Вопрос облегчения родовых мук занимал знахарей, повитух, лекарей, а затем акушеров и учёных на протяжении всего существования человечества.

### История обезболенного родовспоможения с древних времён
С древних времён люди стремились обезболивать роды. Для этого, в частности, применяли «сонную губку», пропитанную настойкой мандрагоры или опием, вдыхали дым древесного угля. Начало применения научного метода в обезболивании родов приходится на середину XIX века, когда были открыты анальгезирующие свойства хлороформа, закиси азота, диэтилового эфира и других веществ.

### История обезболенного родовспоможения, XIX век
В 1847 году шотландский акушер Джеймс Симпсон предложил обезболивать схватки вдыханием паров эфира и хлороформа. В 1853 году английский акушер Джон Сноу применил хлороформ в качестве средства для наркоза во время ро́дов королевы Виктории. В письме Джеймсу Симпсону, отчитываясь о том, как прошли её ро́ды, королевский акушер отметил: «Во время схваток Её величество дышала парами хлороформа, она не ощущала боли и осталась очень довольна…».
Однако в течение последующего десятилетия выяснилось, что хлороформный наркоз довольно часто вызывает удушье у детей. Длительный наркоз для устранения боли был использован и при родах будущего президента США, Франклина Рузвельта и, как пишет в своих мемуарах Сара Делано Рузвельт, при этом чуть не произошла трагедия: новорождённого с большим трудом удалось вернуть к жизни. После многих подобных неблагоприятных случаев длительный наркоз для обезболивания родов применять перестали.

### История обезболенного родовспоможения, XX век
В 1902 году Рихард фон Штейнбюхель (Richard von Steinbuchel), профессор Университета города Грац, начал вводить роженицам скополамин, широко применявшийся в глазной и психиатрической практике, и морфин. При достижении эффекта обезболивания роженицы не утрачивали сознания, и схватки у них не ослабевали. Дети рождались здоровыми. Метод Штейнбюселя был доработан Карлом Гауссом (Carl Gauss) во Фрейбурге, в 1906 году. Тогда-то и возник термин Dämmerschlaf (буквально «сумеречный сон».
К 1913 году Бернард Крониг (Bernard Kronig) и Карл Гаусс (Carl J. Gauss) разработали более рациональную тактику применения скополамин-морфинного наркоза. В дальнейшем скополамин, особенно более совершенная его фармакологическая структура (скополамин и шестиатомный спирт), послужил основанием для создания различных модификаций скополамин-морфинного обезболивания родов. Такие коктейли широко применялись в мире вплоть до 1960 года. С 1960-х годов более популярным методом обезболивания родов стала эпидуральная анестезия.
В 1933 году лондонский врач Грантли Дик-Рид в своей практике наткнулся на любопытный случай: одна из рожениц отказалась воспользоваться газовой маской для обезболивания, заявив: «Я не чувствую никакой боли, разве при родах она бывает?». Заинтересовавшись подобным поведением пациентки, доктор Рид пришёл к заключению, что главной причиной ощущения боли является тревога и страх перед родами как страх перед неизвестным: в результате возникает судорожное напряжение всех (в том числе и маточных) мышц, в которых при этом сдавливаются сосуды. В итоге нарушается поступление в сосуды матки крови и кислорода, из-за чего роженица и испытывает боль. Доктор Рид был убежден: стоит только снять у рожениц отрицательное психологическое возбуждение (а, следовательно, устранить ненужное напряжение мышц) и для возникновения боли не будет причин. Для профилактики болезненных ощущений Дик-Рид рекомендовал информировать женщин о процессе родов и выполнять упражнения, вызывающие расслабление мышц, уже на двадцатой неделе беременности. Концепция естественных родов Грантли Дик-Рида в дальнейшем была подвержена критике как антифеминистская и потенциально опасная для женщин.

### Исследования советских учёных
В 1949 году доцент Харьковской центральной клинической больницы И. З. Вельвовский установил, что в возникновении болевых ощущений ведущая роль принадлежит коре головного мозга. Сущность методики Вельвовского состоит в том, чтобы путём словесного воздействия создать у будущей матери правильные взаимоотношения между корой головного мозга и подкорковыми структурами мозга, снизить возбуждение в подкорковых центрах. Эта методика, основанная на принципах классического (павловского) обусловливания, получила название психопрофилактический метод обезболивания ро́дов.
Метод представляет собой систему предупредительных мер против появления и развития болей при ро́дах (новаторство подхода заключалось в том, чтобы не бороться с самой болью, заглушая её, а предупредить и устранить причины нарушения физиологического равновесия высших отделов нервной системы, при которых возникает боль).
Рассматривая беременность и роды в свете нервизма, авторы представляли их как акты, определяемые цепью безусловных рефлексов, усложненных инстинктивной, а далее и условно-рефлекторной деятельностью, и руководимые корой мозга в её сложных соотношениях с подкоркой. Исходя из теории «кортикогенных болей» (то есть тех, которые возникают от того, что кора мозга чрезмерно «взбудоражена» уже самим фактом предстоящего процесса, например, родового), авторы делают важный для построения профилактической системы вывод о том, что роды, как физиологический акт, в нейродинамике не создают таких индукционных отношений, которые неизбежно вызывают переживание боли. Иными словами, боль при родах не является обязательной, а значит, её можно предупредить и даже избежать.
В 1950 году доктор А. П. Николаев представил на Международном конгрессе гинекологов доклад с изложением этого метода. Присутствовавший на конгрессе Фернан Ламаз, заинтересовавшись методикой советских учёных, предпринимает поездку в Ленинград, чтобы выяснить, насколько успешно она используется в СССР. По возвращении во Францию, он начинает активно внедрять её в акушерскую практику, добавив принцип «партнёрства в родах» и программу релаксации.